# Ana Renaud
Ana Renaud Muntané, conocida como Madame Renaud (Carme, 16 de julio de 1868 – Barcelona, 30 de mayo de 1961) fue una modista española de finales del siglo XIX y principios del XX. Volcada en la alta burguesía y la nobleza de ciudad condal, fue una de las figuras más representativas de la moda barcelonesa junto con Maria Molist y María y Carolina Montagne Roux.

## Biografía
Ana Renaud Muntané nació en la localidad de Carme, situada junto a Capellades, en 1869, y murió en Barcelona en 1961. Se trasladó a Barcelona con veinte años, tras la muerte de su padre, que había sido propietario de algunos molinos. Su padre y su apellido es de procedencia francesa. Se casó en Barcelona con Víctor Miró i Guasch, con el que tuvo dos hijos: Ramon y Josefina. Durante los primeros años usó el apellido de casada, siendo conocida como Anita Miró. Posteriormente fundaría la empresa Renaud y Cía, usando el apellido de soltera para darse prestigio. El 25 de junio de 1931 murió su marido en Barcelona.
Madame Renaud siguió de cerca la evolución de la moda parisiense impuesta por Poiret. Viajaba mucho a París, donde compraba glacillas -modelos para inspirarse- y tejidos para sus creaciones. Montó un taller en la calle Ferran y en 1888 recibió el encargo de hacer el traje de la esposa del alcalde de Barcelona para la inauguración de la Exposición Universal de Barcelona de 1888, un hecho que la dio a conocer entre el alta burguesía catalana. Gracias a este hecho se reconocería su trabajo hasta que llegó a hacer algunos trajes para la reina Victoria Eugenia de Battenberg y para la marquesa de Marianao.
Con el nombre de Anita Miró se estableció en la calle Fontanella, número 8, hasta 1907. Al año siguiente creó su empresa de moda Renaud y Cia y se instaló en la calle Clarís, número 10, piso principal, hasta 1914. Desde 1915 hasta 1925 aproximadamente, la empresa se ubicó en la Rambla Catalunya, número 20. Finalmente, se estableció en el número 101 del Passeig de Gràcia, donde tenía los dos pisos principales: uno para el taller y lugar de exposición y el otro para la vivienda propia, donde viviría hasta su muerte. En sus momentos álgidos, Renaud llegó a tener hasta ochenta trabajadoras en el taller. Un ejemplo de su popularidad y su éxito fue el préstamo, como dice el artículo “de las casas más prestigiosas de Barcelona”, sobre algunos de sus trajes para la fiesta de inauguración de la película titulada “Deseo” de los productores Paramount y directores Ernst Lubitsch y Frank Borzage. “Modas Badia y Modas Renaud presentarán una completa y exquisita exhibición de modelos de primavera”, estas dos grandes casas de modistas, entre otros, proporcionaron un toque de elegancia a la fiesta.
La llegada de la Guerra Civil le supuso un mazazo económico. Además, le colectivizaron su taller y no pudo disponer del mismo hasta su fin. En la posguerra, volvió a establecerse en el mismo lugar y continuó trabajando para el alta burguesía barcelonesa. Tuvo alguna relación con la casa Santa Eulàlia y con el modisto Pedro Rodríguez (diseñador), así como con los barretaires Martí i Martí, con los que colaboró a menudo. Hacia 1950 desmontó el taller, a pesar de que continuó trabajando en pequeños encargos hasta su muerte.

## Contexto
A finales del siglo XIX la confección del traje en Barcelona era mayoritariamente de producción doméstica, a pesar de que en algunos casos se realizaba en talleres. Se llevaba a cabo paralelamente a la producción industrial, que se encontraba en aquel momento en pleno desarrollo debido a las innovaciones técnicas y el aumento de la demanda. Esta permitió que surgiera el sector de ropa confeccionada en serie, que permitía ser adquirida por clases más modestas y que, a la vegada, favorecía que se reafirmara la producción de una indumentaria de lujo, exclusiva para las clases adineradas.
Si el modernismo fue la corriente artística que dio respuesta a las necesidades de una burguesía incipiente que buscaba arte y lujo en todas las dimensiones de la vida cotidiana, es lógico suponer que probablemente este ideal también tuviera su representación en la moda.
En el traje femenino se dieron todos los cambios de gusto y de moda posibles, buscando nuevas soluciones, no solo en cuanto a la forma, tejido y colores sino también en cuanto a su estructura. Desde un rol pasivo, y más por reflejo que no por propia proyección, la mujer ha tenido el deber y el rol histórico de expresar el gusto y la moral de la época a través de su indumentaria, de forma que la imagen femenina era construida básicamente a través del traje, confeccionados por modistos. Por lo tanto, en ellos se  concentraba un alto grado de significado, además de ser testigo de la trayectoria profesional de un colectivo de mujeres que, a pesar de que durante mucho tiempo fueron invisibles, despacio fueron adquiriendo su reconocimiento como productoras independientes.
La moda se había vuelto imprescindible, en parte gracias a la proliferación de revistas femeninas, tanto catalanas como extranjeras. Las modistas catalanas copiaban los modelos propuestos por el alta costura parisiense, que decidía los criterios de elegancia a través de sus mejores clientas y los propagaba por toda la sociedad occidental. En Cataluña, eran muy pocas las señoras que podían adquirir sus toilettes directamente de los modistos parisienses; la gran mayoría escogía la ropa en la tienda o al almacén y, en base de esto, se pedía la confección del traje a la modista o bien, se lo cortaba y confeccionaba ella misma según patrones extraídos de revistas. En Cataluña y concretamente en Barcelona, las revistas más destacadas que se editaron fueron:
- El salón de la Moda (Montaner y Simón Editoras), publicación quincenal; se anuncia como indispensable para las familias, está ilustrada con grabados y figurins de las modas de París. Además de indumentaria, presenta labores florales de fantasía con dibujos florales modernistas, que denominan arte nouveau.
- La Guirnalda y La Bordadora (Imprenta de la Casa Provincial e Caridad), iniciada el 1867. Se anunciaba como diario de dibujos para bordados y otras tareas de mujer y tenía como segundas ediciones El Bordado Infantil, El Bordado Económico,  El Bordado Español y El Arte en los Encajes.

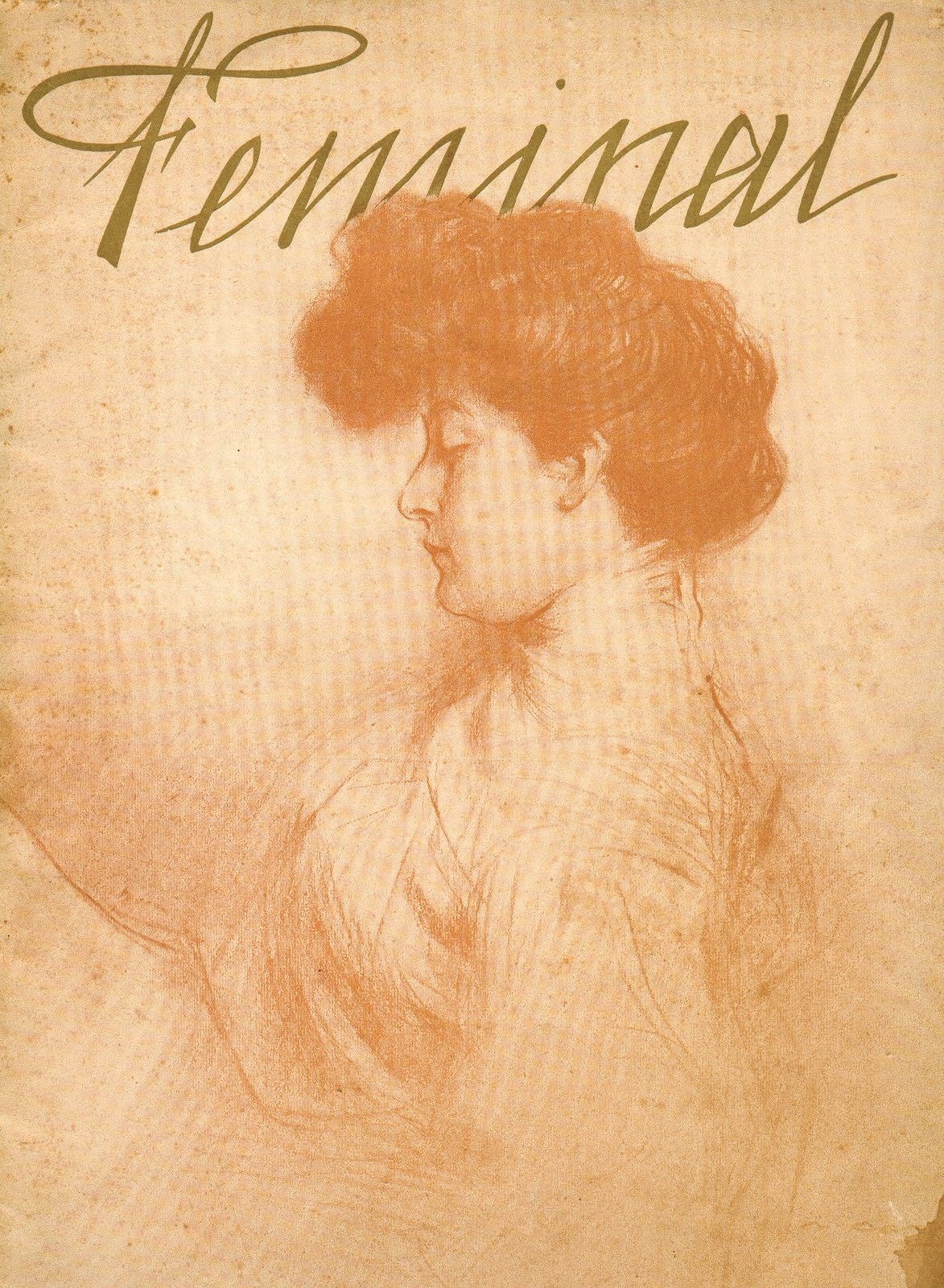
Portada del n.º 1 de la revista Feminal

- El Eco de la Moda: (a partir de 1899) era una edición española de Le Pétit Écho de la Modo de París, que publicaba vestidos y labores de señora.
- Feminal: era un suplemento mensual de temática femenina que se incluyó a partir de 1907 a la revista La Ilustració Catalana.
Las modistas que se lo podían permitir viajaban a la capital francesa para poder ver de cerca los modelos y poder adquirir revistas y tejidos, anunciando a la prensa sus estancias en París para mostrar cierto prestigio y, así, ganar fama. De este modo llegaron a pesar de haber sido unas figuras invisibles, a contar con nombres con gran reconocimiento hacia la década de los noventa de finales del siglo XIX. Algunas de estas modistas reconocidas por el público barcelonés serien Maria y Carolina Montagne, Maria Molist o algunas modistas con nombre francés establecidas en Barcelona, como Madame Lebrun o Madame Renaud. Este hecho se tradujo a la creación de las etiquetas, donde las modistas dejaban constancia de su nombre a sus obras.

## Obra

### Estilo barcelonés
El estilo del tejido de finales del siglo XIX no estaba nada marcado sino que parecía ambiguo y muchas a veces mezclaba estilos y formas diferentes. Desde la segunda mitad del siglo XIX, el estilo barcelonés, a pesar de basarse en el gusto francés, parece que se alejó de la línea sinuosa del coup de fuet que había tomado durante mucho tiempo el control de las formas en toda Europa. En cambio, en Barcelona fue apareciendo despacio, la prevalència de las formas geométricas vieneses. Este nuevo estilo vienès incorporaba elementos racionales que fueron apoderándose del gusto catalán. El Novecentismo, también dejó su impronta a la esfera textil, y el estilo de las fábricas empezaron a acercarse al Arte Deco, recogiendo las ideas de estilo y buen gusto con la función. 
Durante el periodo modernista la moda femenina buscaba elegancia y refinamiento pero también modernidad y a la vez apariencia. Si durante el siglo XIX la mujer todavía llevaba grandes vestimentas y de formas exageradas, a partir de la última década del siglo la indumentaria tendía a la simplificación. La mujer se implicaba en muchas actividades sociales, entre las cuales se  encuentran los deportes, y por lo tanto, las formas se tenían que adaptar en la nueva vida. En Cataluña, igual que al resto de la península, se siguió en este momento la moda dictada desde París, que exigía tener una toilette para cada ocasión- matinée, vestido de paseo, de visita, de recepción, por la tarde, de viaje, para ceremonia, baile, ópera, deporte...-, vestidos de teles suaves y ligeras, pero a la vez recargados de ornamentación y acompañados de accesorios indispensables para una mujer elegante.
Así hacia el 1908 la abstracción y simplificación de la forma ya estaba presente en la moda femenina. La figura femenina era representada cada vez más delgada y juvenil llegando a imponerse la forma abierta hasta el 1910, cuando el exotismo y el contraste de colores llegó a Cataluña desde Europa. A partir de aquí la ropa de las mujeres se empezará a parecer a los trajes de las odalisques,  y se empezarán a vestir con ropa de lujo, a través de tejidos suaves que crean juegos de transparencia y luz. Los turbantes y los sombreros con plumas se posarían de moda y se establece el estilo de Paul Poiret, que se aleja de los corsés, dándole más libertad de movimiento a la mujer, y de los trajes rectos con cinturas altas al estilo Directorio. Esta alliberació se vio contrarrestada posteriormente por su falda de tubo larga, que hacía difícil andar. 
Los trajes que se crearon entre 1910 y 1912 al taller de Barcelona de Madame Renaud son un claro ejemplo de la moda de París y Viena, que gradualmente fueron expandiéndose entre las mujeres del alta sociedad catalana.

### Estilo propio
El estilo de Madame Renaud estaba muy influenciado por la moda parisiense, que dominaba principalmente Paul Poiret, la cual se reflejaba a la moda de Barcelona. En sus trajes observamos unas características comunes como una cintura estrechada donde  llevaba, en el interior, la etiqueta con el nombre de la empresa, unas mangas hinchadas en un inicio que se reducían después y una falda que se ensanchaba por la parte de bajo y que, a menudo, acababa en cola incluso en los trajes de día.   
Además, utilizaba tejidos suaves, ligeros y vaporosos como la seda, el tul y satí. A menudo acompañaba sus trajes con ornamentaciones de bordados que podían ser florales, como influencia del modernismo, o bien, de joyas incrustadas que proporcionaban personalidad a su estilo.

### Catálogo de obra
| Trajes | Descripción |
| --- | --- |
| Traje de novia, 1913. Atribuido a Mme. Renaud, Barcelona.                                                                                     | El cuerpo femenino, rodeado de líneas sinuosas y asimétricas, evoca una mujer sensual. Rehúsa el corsé, pero todavía lleva barnilles al cuerpo que le dan cierta rigidez, marcando una cintura estrecha que pronuncia los riñones en una forma de S alargada. Las mangas, muy hinchadas en un inicio, lentamente se van ajustando al cuerpo mientras que la falda va ganando anchura por bajo, cogiendo forma acampanada, con cierta cola, elemento que usaría incluso en los trajes de día. Es datado de la llamada Belle époque, claramente influenciada por el Arte Nouveau. |
| Vestido donado al museo textil por Anna Galí Freixa. Organza de seda y satén, blonda metálica y colgantes de madera forrados de seda y metal. | Traje de una sola pieza de seda color crudo. Cuerpo de organça de seda forrado de rayón (cosido posteriormente a la fecha de confección) unido por la cintura a una falda estrechada de satén de seda. Desde los hombros hasta a raíz de tobillos lleva una túnica abierta a los laterales de tul mecánico bordado con pequeño abalorio con aplicaciones de blonda metálica haciendo decoración floral. A la vez lleva unos colgantes de madera forrados de seda debajo el pecho y a la parte inferior de la túnica, y sobre el vientre, decoración metálica entorchada en cordón de algodón. La línea del escote es recta, pero queda difundida por la túnica, que tiene el cuello redondo. Siete barnilles al cuerpo, muy finas, ayudan a sujetar el peso de la decoración. A la cinturilla del interior lleva el nombre de la modisto tejido en jacquard. Estilo: imperio: túnica de cintura alta que ya no lleva el cuello alto, en algunos casos incluso obertaper un lado, muestra la pierna hasta bajo la rodilla. Se trabaja con tejidos suaves, ligeros y vaporosos. |
| Traje de estilo Paul Poiret, tipo túnica recta.                                                                                               | Cuerpo con voile de seda de color beige y otro de sobrepuesto de color negro. Cuello alto con siete barnilles metálicas forradas con hilo de seda crudo. La punta que sale del cuello se deja entrever hasta la altura del pecho. El voile negro está bordado con bolas e hilo metálico y a la cintura y a los puños lleva una aplicación de terciopelo de seda granado y negro con bordado también metálico. Una capeta de tul negro irregular con dibujo de cordonet, aplicada a raíz del cuello, cubre los hombros. El mismo tul baja desde la cintura hasta casi los pies del lateral izquierdo. El cuerpo se forró posteriormente con un tejido de rayón. Se abrocha por detrás con gafets y puerta dessuadors. A la axila lleva bossetes protectoras por el sudor. A la cinturilla lleva la marca de la modista. La falda es de satén de seda negra, plegada por delante, por donde se abre dejando entrever un tul negro con bordado de abalorio metálico. Al lateral derecho inferior se ha añadido otro fragmento de blonda negra. El detrás de la falda hace un recogido con una falsa llaçada. |
| Vestido datado entre 1910 y 1912. Centro de Documentación y Museo Textil de Tarrasa                                                           | Cuello de tul mecánico bordado imitando gasa Bruselas; capellina de tul irregular; falda con filigrana irregular con fondo de tul y dibujo de cordonet, y fondo de trenza falsa mecánica. Tul bordado con abalorio metálico. Traje de línea Poiret, tipo túnica recta. Cuerpo con voile de seda de color beige y otro sobrepuesto de color negro. Cuello alto con siete barnilles metálicas forradas con hilo de seda crudo. La punta que sale del cuello se deja entrever hasta la altura del pecho. El voile negro está bordado con bolas e hilo metálico y a la cintura y a los puños lleva una aplicación de terciopelo de seda granado y negro con bordado también metálico. Una capeta de tul negro irregular con dibujo de cordonet, aplicada a raíz del cuello, cubre los hombros. El mismo tul baja desde la cintura hasta casi los pies por el lateral izquierdo. El cuerpo se forró posteriormente con un tejido de rayón. Se abrocha por detrás con gafets y puerta dessuadors. A la axila lleva bossetes protectoras por el sudor. A la cinturilla lleva la marca de la modista. La falda es de satén de seda negra plegada por delante, por donde se abre dejando entrever un tul negro con bordado de abalorio metálico. Al lateral derecho inferior se ha añadido otro fragmento de blonda negra. El detrás de la falda hace un recogido con una falsa lanzada. |
| | Traje confeccionado principalmente en satén de seda de color gris verdoso muy claro. Gran parte del cuerpo es de gasa de seda de color natural, con canesú de satén y escote cubierto con tul. El canesú tiene 3 botones de hilo al centro del delante, donde hay una falsa apertura. Detrás hay apertura central que se abrocha con gafets y que continúa por la cintura hasta el lado izquierdo y baja siguiendo la costura de la falda. El cuerpo de gasa se recoge en pliegos a la cintura, de donde sale la falda confeccionada en satén y que también tiene canesú delante y a los laterales. El centro trasero lo forma una pieza entera, sin canesú. El resto de la falda baja recta y tiene una apertura falsa al lado izquierdo, decorada de arriba abajo con botones forrados y bagues del mismo tejido. Las mangas son de gasa, como el cuerpo, con longitud 3/4 y puño. No están forradas y se encuentran muy deterioradas. El interior del cuerpo está forrado con sarja de seda del mismo color que la gasa, desde el canesú hasta la cintura, donde hay una cinta que la ciñe con la inscripción de la modista: “Renaud & Cie. Barcelona”. Este forro está trabajado a mano, muy finamente, y tiene piezas en las axilas para absorber el sudor. La falda no tiene ninguno forro.                                                                               |
| | Seda, satén de 8 y terciopelo cortado al sable, a mano. Blonda metálica. Forro satén de seda. Tejido en telar de doble ancho. El terciopelo de color azul de un lateral se trabajó mientras que en el resto de la pieza se tejía el satén (color morado). Está confeccionado con tres piezas de tejido, dos delante y una última. El cuello es redondo y tiene dos grandes solapas delante, de terciopelo de seda cortado al sable, de color de crema, decoradas con blonda metálica aplicada encima que llega hasta bajo del abrigo. Las mangas son rectas y también acaban con un remado de blonda metálica. El abrigo se cierra por delante con un botón de grandes dimensiones y un cordón de la misma seda morada haciendo una decoración de fantasía. Forrado con un tejido de algodón y encima un satén de seda de color marfil. Lleva la etiqueta de la modista detrás el cuello. La línea recta, el sistema decordat y la decoración geométrica le dan aire orientalizante. |